# Dia da Mulher Moçambicana
O Dia da Mulher Moçambicana é um feriado oficial em Moçambique, celebrado a 7 de Abril, aniversário da morte de Josina Machel, segunda esposa de Samora Machel, primeiro presidente de Moçambique. Josina, que se juntou à Luta Armada de Libertação Nacional ainda jovem, é considerada uma heroína de Moçambique.